# Melanija Bugarinović
Melanija Bugarinović   (Bela Crkva, 29 de juny de 1903 - Belgrad, 7 de maig de 1986), en ciríl·lic serbi Меланија Бугариновић, fou una mezzosoprano sèrbia.
Melanie va començar a cantar de ben petita, quan només tenia sis anys. Amb disset anys, el 1930, va ingressar a l'Òpera del Teatre Nacional de Belgrad.
És recordada com la primera dona sèrbia amb un compromís constant en l'Òpera de Viena, així com la primera dona sèrbia que va participar en el Festival de Bayreuth a Alemanya.
Un carrer de Novi Sad es diu Melanija Bugarinović.

## Biografia
Melanija Bugarinović amb sis anys ja cantava a l'església de la seva ciutat natal, i va continuar cantant al cor de l'escola. Va rebre educació musical a Timișoara, on es va casar i va donar a llum a la seva filla Mirjana, que més tard es convertiria en una coneguda cantant d'òpera.
Va arribar a Belgrad el 1930. El llavors director del Teatre Nacional, Milan Predić, i el director de l'Òpera, el famós compositor Stevan Hristić, van reconèixer-hi una força operística autèntica i fresca, i després d'un mes a Belgrad, la van rebre a l'Òpera. Aviat va protagonitzar òperes. A l'Òpera del Teatre Nacional de Belgrad va actuar-hi regularment entre 1930 i 1937 i del 1946 al 1968.
El 1937 va viatjar a Viena i es va convertir en el primer serbi que tenia un contracte permanentment a l'Òpera de Viena. Al mateix temps, se li va oferir un contracte a Berlín, però ella va decidir anar a Viena. També fou el primer cantant serbi a participar en el Festival de Bayreuth a Alemanya, en el qual només tenen dret a participar els directors i solistes més destacats. Allà, com a membre del conjunt del festival (temporada 1952/1953)va interpretar nombrosos personatges de les òperes de Richard Wagner.
El repertori operístic de Melanija Bugarinović era extremadament ric, quant a la quantitat de rols d'òpera i el nombre de compositors representats. Fa fer gires per Alemanya, Txecoslovàquia, Itàlia, França, l'URSS, Suïssa, Àustria, Grècia, Israel, Egipte i altres països. La temporada 1962-1963 va actuar al Gran Teatre del Liceu de Barcelona, interpretant el paper de Filipevna a Eugeni Oneguin de Txaikovski.

## Fons per a la millora de l'art vocal de la joventut
Es va retirar dels escenaris el 1968. Després de la mort de la seva filla, va començar a pensar en la creació del fons per a la promoció de l'art vocal de la joventut, i va prendre una decisió definitiva el 1978. D'aquesta manera, s'estableix el Fons per a la millora de la tècnica vocal de la joventut "Melania Bugarinović i filla Mirjana Kalinović-Kalin" a Novi Sad. El fons preveia que tots els béns mobles i immobles de la diva de l'òpera i la seva filla morta es donessin a la municipalitat de Novi Sad, per a l'educació dels joves talents del departament de cant i piano de l'Escola Central de Música "Isidor Bajić" i l'Acadèmia d'arts de la Universitat de Novi Sad.
Melanija Bugarinović va morir el 1986 i va llegar dues cases a Belgrad de diversos centenars de metres quadrats, diverses col·leccions de monedes i segells, així com luxoses joies d'or.
Una de les condicions relacionades amb el Fons establia que els béns mobles aportats al Fons, així com els elements relacionats amb el desenvolupament artístic i creatiu de la cantant, estiguessin adequadament a disposició del públic. Després de la mort de Melanie Bugarinović 1986, tots els béns mobles es transferiren al Museu de la ciutat de Novi Sad. En aquesta institució cultural es va establir una col·lecció especial, el "Memorial Melanija Bugarinović i filla Mirjane Kalinović - Kalin", com un recordatori permanent de les dues prime donne sèrbies. La col·lecció del museu conté valuosa documentació i material il·lustratiu, articles personals i una multitud d'altres objectes d'ús quotidià que algun cop formaren part de les cases de Melanie Bugarinović i Mirjana Kalinović. Entre els documents personals que s'hi conserven, hom pot trobar els detalls de la biografia privada i professional d'ambdues cantants, i entre les 1.500 fotografies que s'hi troben, n'hi ha que il·lustren el seu pas pels escenaris, a partir dels anys trenta, i la primera participació de Melanija Bugarinović en un paper a Viena, Berlín i altres metròpolis europees.